# Han Heinsius
Hein Willems (Han) Heinsius (Amsterdam, 14 november 1863 – Leersum, 16 februari 1939) was een Nederlands plantkundige, leraar, fysioloog, fytopatholoog en vooral florist.

## Levensloop
Hein Willems Heinsius werd geboren als zoon van Auke Heinsius, hoofdonderwijzer (NNBW, I,1061), en Johanna Reinira Acquoij. Heinsius is op 28-12-1894 gehuwd met Wilhelmina Johanna Elisabeth Prikken (1870-1947) en later gescheiden. Uit het huwelijk werden 2 zoons en 1 dochter geboren.
Heinsius was de eerste zoon van Auke Heinsius, hoofd van de Coornhertschool te Amsterdam, en van Johanna Reinira Acquoy. De tweede zoon Jac Heinsius (1872-1947) werd een bekend letterkundige en redacteur van het WNT. De botanicus Heinsius werd vooral bekend als een van de auteurs van de Geïllustreerde flora van Nederland, de Heimans, Heinsius en Thijsse, veelal afgekort als de HH&T, die hij vanaf 1909 samen met Eli Heimans en Jac. P. Thijsse in een tiental herdrukken verbeterde.
Heinsius heeft zich verdienstelijk gemaakt door in 1901 samen met collega-leraar Hendrik Heukels het initiatief te nemen tot oprichting van de (Koninklijke) Nederlandse Natuurhistorische Vereniging (NNV) die in 1905 de Vereniging tot Behoud van Natuurmonumenten in het zadel hielp.
Als kind ontwaakte bij hem de liefde voor de natuurstudie doordat zijn oom J.F.G.W. Erbrink behulpzaam was bij het determineren van planten. Na de HBS, waar de lessen van dr. J.C. Costerus zijn belangstelling voor biologie deden rijpen, studeerde hij plant- en dierkunde aan de Universiteit van Amsterdam. Op de universiteit waren het vooral de geleerden De Vries, Oudemans en Weber die hem wetenschappelijk vormden. Hij was een jeugdvriend van de dichter Albert Verwey, een van de Tachtigers en medeoprichter van De Nieuwe Gids in 1885, waarmee Heinsius als het ware een schakel was tussen de Tachtigers en het 'biologisch reveil'. De beweging van Tachtig betekende een keerpunt in de natuurbeleving en een herwaardering van de natuur in Nederland. Tot die tijd waren het vooral kamergeleerden die de natuur onderzochten, van veldbiologie was nog nauwelijks sprake. In Natura (1926:332) schreef Heinsius daarover: …was het toen nog zoo, dat in ons land iemand, die zich met de studie van plantjes en beestjes bezig hield, vrij algemeen voor een zonderling gehouden werd.
Na zijn studie was Heinsius wetenschappelijk assistent van hoogleraar Hugo de Vries, bij wie hij in 1890 promoveerde op een onderzoek naar de bestuiving van bloemen door insecten in Nederland. Een prijsvraag van de Rijksuniversiteit Leiden in 1887 leverde het onderwerp op. Zijn inzending, gebaseerd op het motto van de paleontoloog Quenstedt: 'Wie onbekend blijft met hetgeen er in de natuur voorvalt, leeft slechts ten halve', werd bekroond met een gouden medaille. Het proefschrift paste goed bij de eerste flora van Heimans en Thijsse (1899) en hij was dan ook direct bereid om van de goed bedoelde, maar nog wat gebrekkige flora, een populaire, maar degelijk geïllustreerde flora te maken. Als bioloog ontwikkelde hij een sterke belangstelling voor floristiek en bloembiologie, fytopathologie en plantenfysiologie, afstammingsleer en genetica. Het Abbe-tekenapparaat (camera lucida) voorzag hij van praktische verbeteringen en in 1892 schreef hij met J.W.C. Goethart, hoofd van de bacteriologische afdeling van het Rijkslandbouwproefstation te Hoorn en later directeur van het Rijksherbarium te Leiden, een artikel over de zeevonk (Noctiluca miliaris) waarin met kwalitatieve testen onder meer de aanwezigheid van ammonium in celvocht werd aangetoond. In 1898 werd Heinsius benoemd tot lid van het Bataafs Genootschap der Proefondervindelijke Wijsbegeerte, een van de oudste natuurwetenschappelijke genootschappen van Nederland.
Na zijn universitaire periode werd Heinsius leraar natuurlijke historie. Eerst enige tijd aan gymnasia in Amersfoort, 's-Hertogenbosch en Rotterdam, en daarna gedurende dertig jaar aan de 2e vijfjarige HBS te Amsterdam. Bij het ontstaan van de NNV speelde hij een belangrijke rol. Thijsse schreef daarover in De Levende Natuur (mei 1926): 'De NNV is eigenlijk opgericht en tot haar eerste bloei gebracht door de drie H's: Heimans, Heinsius en Heukels.' Als een van de oprichters had hij jarenlang de leiding over de Amsterdamse afdeling. In de landelijke vereniging vervulde hij aanvankelijk de rol van secretaris, van 1917 tot 1922 die van voorzitter. In 1923 werd hij erelid van de NNV. Met de andere bestuursleden van de NNV gaf hij in 1905 de aanzet tot de oprichting van de Vereniging tot Behoud van Natuurmonumenten in Nederland. Hij maakte deel uit van het eerste bestuur.
Heinsius was getrouwd met Wilhelmina van Kaempff Prikken, een dochter van Johan Carel Fredrik Prikken en Anna Maria Terneden. Bij Kon. Besluit 14 aug. 1918 Nr.75 werd haar familienaam gewijzigd in Kaempff Prikken. Met haar kreeg hij drie kinderen: Auke Johan Reinier, Anna Maria en Johan Carel Frederik. Auke promoveerde in de rechtswetenschappen en herschreef de grondwet van Nederlands-Indië. Anna was tandarts en Johan advocaat. Heinsius overleed ruim een jaar voor de oorlog (in 1939) op 75-jarige leeftijd.

## Artikelen
- Zeitschrift fur wissenschaftliche Mikroskopie und fur mikroskopische Technik (1889). Band VI, Heft 1. "Eine verbesserung der Abbe'schen Camera lucida."
- Journal of the Royal Microscopical Society (1890), p. 94. "Abbe Drawing Camera."
- Eigen Haard (1891), pp. 154–187. "Bacteriën en bacteriëncultuur."
- Eene Waterstudie, Zeitschrift f. p. 362. Pflanzenkrankheiten, v1 n6 (18910101)
- Album der Natuur (1891), p. 195. "Eenige gevallen van symbiose in het plantenrijk."
- Zeitschr. Pflanzenschütz u. Pflanzenkrankh. (1891), p. 146. "Übersicht der in den Niederlanden im Jahre 1890 beobachteten Krankheiten an Gemüse und Gartenpflanze."
- Staatscourant (1892). "Biologie van Noctiluca miliaris. Ref. in Verslag Zoöl. Station 1892."
- Verslag aan den minister van Binnenlandsche Zaken van de onderzoekingen, verricht in het Zoölogisch Station te Den Helder in de maanden Juli en augustus 1892 door J.W.C. Goethart en H.W. Heinsius. (1892).
- Tijdschrift Ned. Dierk. Vereeniging (1892), 2 Deel, 4 Versl., p. 36. Met J.W.C. Goethart. "Eenige punten uit de biologie van Noctiluca miliaris." [In: Osmotic Regulation in Aquatic Animals. A. Krogh (1939) en in: Bathyscaphoid squid. E.J. Denton, Shaw, T. I. & Gilpin-Brown, J.B. Nature (1958): p. 182]
- Botanische Zeitung (1892), p. 601. "Einige Beobachtungen und Betrachtungen über die Befruchtung von Blumen der niederländischen Flora durch Insecten."
- Journal of the Royal Microscopical Society (1893), p. 657. "Pollination by Insects."
- Natuur (1892), Afl. 7. "Een eenvoudige methode tot het vervaardigen van afbeeldingen van natuurvoorwerpen door Dr. Heinsius." [In: Het Vaderland, No.175, Inhoud der Tijdschriften, 27-07-1892]
- De Levende Natuur (1896), 1, pp. 52–53. Met W.C. Mulder. "Over wringing van boomstammen."
- De Levende Natuur (1896), 1, (10), p. 200-201. "Linaria Vulgaris."
- Album der Natuur (1897), pp. 1–15. "Jan Ingen-Housz." [Ter gelegenheid van de toewijding van een herdenkingsbuste van Ingenhousz bij de Universiteit van Wenen]
- Album der Natuur (1897), pp. 307–313. "De flora van Nederland."
- [Album der Natuur] (1898). "Over bonte bladeren." [In: Bibliographia Genetica (1926): p. 399]
- Album der Natuur (1898), pp. 321–329. Met D. Winkler. "Tiberius Cornelis Winkler."
- Jahresbericht Agrikultur-Chemie (1899), 90, 517. Übersicht der in den Niederlanden 1890 beobachteten Krankheiten an Gemüse- und Gartenpflanzen.
- De Levende Natuur (1901), 6, (08), p. 186. "Nederlandsche Natuurhistorische Vereeniging."
- Nieuw Isr. Weekblad (1903), vol. 38, nr. 41, p. [3e bl 1], 1903-03-27. Aankondiging van een lezing voor vereniging ‘Handwerkers Vriendenkring’ door de heer H.W. Heinsius met als onderwerp: ‘Onze Zintuigen’. De lezing zal worden ondersteund door proeven.
- De Natuur in! (1903), jrg.6, afl.1-2, "Vaatcryptogamen." [In: Sempervirens (1903)]
- Nederl. Kruidkundig Archief (1903), ser.3,2, pp. 1011–1018. Met C.J. Koning. "De beteekenis en het ontstaan van het anthocyaan in bladeren."
- De Levende Natuur (1904), 9, (05), p. 17. "Rivierkreeft."
- De Levende Natuur (1905), 10, (8), p. 167. "Planten in 't slaapvertrek."
- Album der Natuur (1905), p. 234. "Een overgang tusschen copulatie en bevruchting."
- Maandblad der Nederlandsche Natuurhistorische Vereeniging (1905), 3, pp. 40–41. "Natuurmonumenten."
- De Levende Natuur (1909), 14, p. 5-6. "Een merkwaardige plant."
- De Levende Natuur (1913), 18, pp. 282–286. "Langs de Zuiderzee."
- De Levende Natuur (1913), 18, (10), p. 240. "Sluitzegels voor Natuurbescherming."
- De Groene Amsterdammer (1916), 12 maart, p. 5. "Vroeg voorjaar."
- De Groene Amsterdammer (1916), 3 juni, p. 5. "Aardwormen."
- De Groene Amsterdammer (1916), 5 augustus, p. 5. "Een zonderlinge plant." [Schubwortel]
- De Groene Amsterdammer (1916), 4 november, p. 5. "Herfstkleuren en bladerval."
- De Amsterdammer (1918), 16 februari. "Hugo de Vries. 16 februari 1848-1918."
- Natuur en vernuft (1918), 2e serie, dl.11-12. [De mutatietheorie van prof. dr. Hugo de Vries]
- Tijdschrift Plantenziekten (1919), 25, pp. 202–204. "Kort verslag van de algemeene vergadering..."
- Natura (1921), 15 februari, No.2., pp. 23-24. "Nog eens: Vogellijm of Maretakken."
- Natura (1921), 15 juni, No.6., pp. 87-89. "Zeeschuim." [illustr. Sepia elegans, etc. ]
- De Levende Natuur (1924), 29, (06), p. 192. "Zeldzame Inktvisschen."
- De Levende Natuur (1925), "Vijfentwintig jaar Vereenigingsleven."

## Werken
- Bijdrage tot de kennis der bestuiving van inlandsche bloemen door insecten. Groningen; Noordhoff, 1890. Proefschrift Universiteit van Amsterdam.'[2]
- Handleiding bij het onderwijs in de plantkunde. Leiden; Sijthoff, 1900, 1901, 1907, 1913, 1918.
- Geïllustreerde flora van Nederland. Amsterdam; Versluys, 1909, 1913, 1916, 1918, 1920, 1924, 1927, 1930, 1935, 1939. Met E. Heimans en Jac. P. Thijsse.[3]
- Het afvallen der bladeren. Amsterdam; Van Looy, 1910[4]
- Het strandboekje. Amsterdam; Versluys, 1913. Met J. Jaspers Jr.[5]
- Wilde dieren. Amsterdam; Meulenhoff, 1916[6]
- Het ontwaken der natuur. Amsterdam; Van Looy, 1916, 1919[7]

## Brieven
- Albert Verwey (1865-1937); 1883, 1884, 1888, 1890. Bibliotheek Universiteit van Amsterdam.[8]
- Jan te Winkel (1847-1927); 1894. Koninklijke Bibliotheek Den Haag.
- Albertus Willem Sijthoff (1829-1913); 1899, 1900. Bibliotheek Universiteit van Leiden.
- Aan de Tweede Kamer der Staten-Generaal over de spoorwegstaking; 1903. De Groene Amsterdammer, 8 maart, p. 10.
- Aan de Gemeenteraad van Amsterdam over het Naardermeer; 1905. Maandblad NNV 10, p. 36-37.
- Aan het Voorloopig Comité voor de oprichting Eener Vereeniging tot Behoud van Natuurmonumenten; 1905.